# Медноголовые

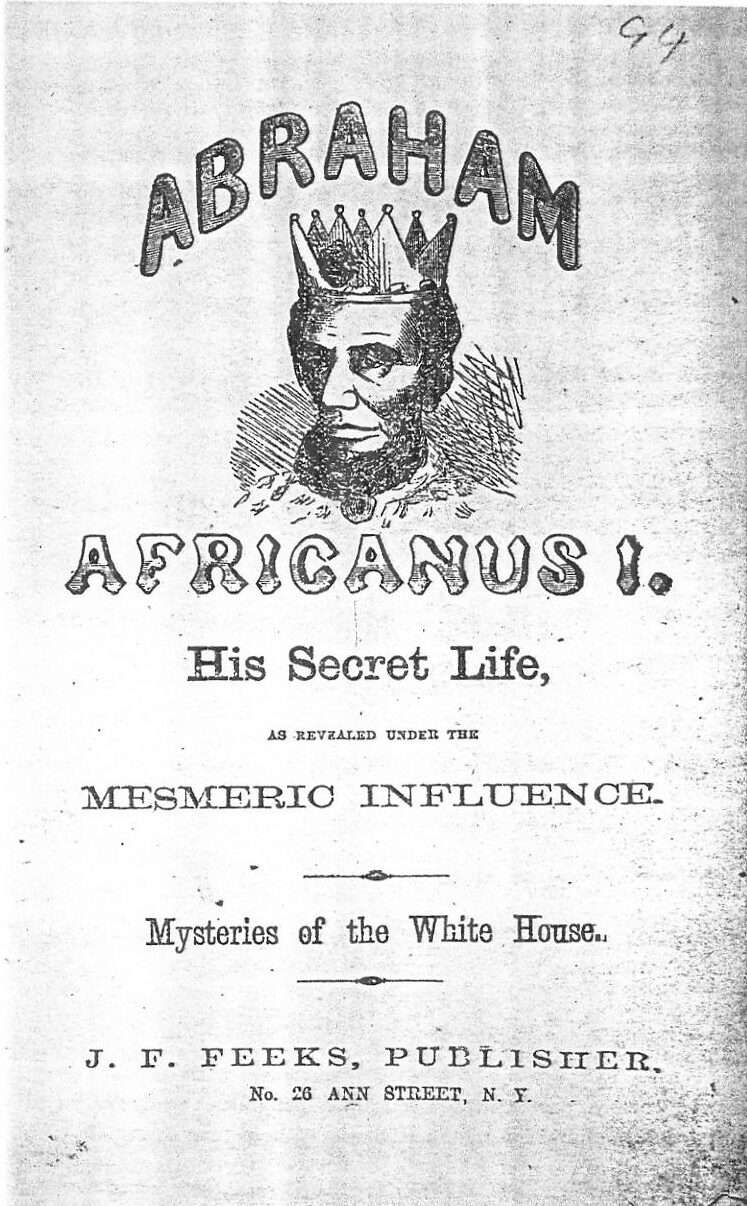
Пропаганда «медноголовых» против Линкольна, изображавшая его в виде африканского вождя.

Медноголовые (англ. Copperheads, в советской и российской историографии чаще встречается другой перевод — «медянки») или Демократы мира (англ. Peace Democrats) — политический термин, обозначавший группу демократов в Северной части США, которые непосредственно перед и во время Гражданской войны выступали за немедленный мир и согласие со штатами — сторонниками Конфедерации. Первоначально их противники, республиканцы, дали им эту кличку по названию змеи — медноголового щитомордника, что должно было означать как их коварство, так и бессилие (эти змеи способны напасть без предупреждения, и ядовиты, но их укус редко приводит к смертельному исходу). Сами «медноголовые» охотно стали пользоваться этим названием для своей фракции.
Известны также как «масляные орехи» (butternuts, по ассоциации жёлтого цвета ореха Juglans cinerea с униформой хаки некоторых частей Конфедерации).
«Медноголовые» представляли собой крыло Демократической партии, наиболее враждебное политике Линкольна в правовом поле США. Репутация «медноголовых» была одной из косвенных причин того, что до 1880-х в США не избирался президент от Демократической партии.